# Tales of the Abyss
Tales of the Abyss (яп. テイルズ オブ ジ アビス Тэирудзу обу дзи Абису) — компьютерная ролевая игра, разработанная Namco Tales Studio и выпущенная компанией Namco в Японии и Namco Bandai Games в США. Эта игра является восьмой в серии игр Tales; она была издана для игровой приставки PlayStation 2 15 декабря 2005 года в Японии, на десятую годовщину серии, и 10 октября 2006 года в США. Официально жанр Tales of the Abyss называется Ролевая игра для поиска смысла жизни (яп. 生まれた意味を知るRPG Умарэта ими о сиру RPG).
В игре используется система битвы с линейным перемещением, которая напоминает Tales of Symphonia. Персонажей разработал мангака Косукэ Фудзисима.
Компания Sunrise выпустила одноимённое аниме по игре, которое впервые транслировалось MBS в октябре 2008 года. Директором эпизодов был Кэндзи Кодама, а сценаристом — Акэми Омодэ.
В Японии было продано свыше 440 000 копий игры за первый год.

## Игровой процесс

### Система сражения
Система управления в сражении аналогично тому, которое использовалось в других играх серии Tales. Игрок непосредственно контролирует одного персонажа и может атаковать противника, произносить заклинания, использовать предметы, а также вызывать меню с различными функциями (изменение стратегии и назначение действия другому персонажу). Помимо героя, которого контролирует игрок, в битве может принимать участие до трёх человек — их действиями либо управляет искусственный интеллект, либо другие игроки (в Tales of the Abyss предусмотрена возможность многопользовательской игры).
Битва происходит в реальном времени на отдельном трёхмерном «поле битвы», куда переносятся герои при нападении на противника.

### Элементы из предыдущих игр серии
Многие элементы Tales of the Abyss заимствованы из предыдущих игр серии, в частности: короткие скетчи, титулы персонажей, система накопления очков и возможность приготовления пищи.
Скетчи (англ. Skits) — это небольшие диалоги между персонажами, в которых более подробно раскрывается сюжет. Игрок может вызвать их нажатием кнопки после определённого события. Во время скетча видны только лица персонажей и слова которые они говорят. Эмоции отражаются либо посредством мимики, либо посредством метаморфоз самих изображений (например, увеличение или беспорядочное движение). В подобных сценках персонажи могут говорить на самые разные темы — от трагических до юмористических; так или иначе, они связаны с сюжетом игры. В японской версии игры, в отличие от английской, скетчи озвучены.
После каждой битвы количество очков (англ. grades) игрока может либо увеличиться, либо уменьшится, в зависимости от того, насколько хорошо был проведён бой. Например, если играющему удалось победить противника за короткий промежуток времени или нанести множество ударов подряд (комбо, англ. combo), то он получает дополнительные очки; если же в битве один из персонажей погиб или получил отрицательный статус (например, отравление), то они будут отниматься. В конце игры возможен обмен набранных очков на различные бонусы, которые будут активны при следующем прохождении.
У каждого персонажа есть определённый набор титулов (англ. titles), которые он получает по мере прохождения игры, причём некоторые можно открыть только выполнив дополнительное задание. Титул даёт краткую характеристику персонажу (так, начальный титул Люка, главного героя игры — «Сын графа»), а также может немного усиливать героя: поднимать максимальное количество очков здоровья или повышать атаку; иногда он даже позволяет получить скидку в магазине. Кроме того, получение некоторых титулов может также означать получение нового костюма, то есть смена имиджа героя — у каждого он уникален.

## Сюжет
Главный герой игры — Люк фон Фабр, сын уважаемого дворянина вымышленного королевства Кимласка, был похищен семь лет назад Империей Малькут. Его удалось спасти, но опасаясь за безопасность ребёнка, родители решают держать его под постоянным наблюдением в родовом особняке. Кроме того, Люк забыл всё, что с ним происходило до момента похищения; время от времени он слышит странный голос, но никто не может найти этому объяснения.
Однажды во время спарринга со своим учителем боевых искусств, на Люка и Вана, его наставника, нападает девушка по имени Тиа. По непонятным для юноши причинам она хочет убить Вана, но в результате загадочного магического возмущения и её, и молодого дворянина переносит в другую часть континента. Так начинаются странствия Люка, во время которых он находит новых друзей, оказывается втянутым в войну между Кимлаской и Малькутом, а также узнаёт, что с ним случилось семь лет назад.

## Признание и охват
| Сводный рейтинг | Сводный рейтинг | Сводный рейтинг |
| Издание         | Оценка          | Оценка          |
| Издание         | 3DS             | PS2             |
| --------------- | --------------- | --------------- |
| GameRankings    | 77,66 %         | 79,08 %         |

В целом, обозреватели хорошо отзывались об игре: так, сайт-агрегатор GameRankings в августе 2008 года поставил Tales of the Abyss суммарную оценку 79 %.
Рецензент сайта IGN высоко оценил разнообразных и отлично проработанных игровых персонажей, особенно выделив главного героя. Другие обозреватели также отмечали диалоги в игре, а также небольшие сцены, дополнительно раскрывающие сюжет; тем не менее многие отмечали, что иногда подобных «сценок» слишком много, кроме того, в английской версии игры команда локализаторов решила убрать звуковое сопровождение к ним.
За первый год в Японии было продано 440 225 копий игры.